# Франсуа де Бассомп'єр
Франсуа де Бассомп'єр (фр. François de Bassompierre, 12 квітня 1579 — 12 жовтня 1646 — французький державний та військовий діяч, дипломат, маршал Франції.

## Життєпис
Походив з лотаринзької аристократії, навчався в Італії. У 1598 році був представлений Генріху IV, який наблизив його до себе. У 1600 році брав участь у Савойській кампанії. У 1603 році — проти Османської імперії в Угорщині. У 1610 році король Генріх IV призначив Бассомп'єра членом державної ради та полковником.
Після вбивства короля Бассомп'єр зміг домогтися підтримки королеви-регентки Марії Медичі, яка в 1614 році зробила його командиром швейцарських найманців. У 1617 році стає комендантом Бастилії. У 1621 році був посланцем в Іспанії. Під час протистояння між Марією Медичі та її сином, він став на бік короля Людовика XIII і чимало сприяв поваленню королеви. У нагороду за це він у 1622 році стає маршалом. У наступні роки Бассомп'єр значну частину життя був посланцем — з 1625 року — в Швейцарії, 1626 року — в Англії. На цих посадах проявив себе вмілим та спритним дипломатом.
У 1628 році очолював армію, яка здійснювала облогу міста Ла-Рошель. У 1629 році придушив повстання гугенотів у Лангедоку, розбив змовника Генріха де Монморансі. Втім, після Дня обдурених 1630 року, коли владу перебрав кардинал Рішельє, Бассомп'єра було заарештовано й запроторено до Бастилії. Тут він перебував до смерті кардинала у 1642 році. Останні роки провів у маєтку Тільєр (Нормандія), де й помер 12 жовтня 1646 року.

## Літературна діяльність
Під час перебування у в'язниці Бассомп'єр займався написанням своїх мемуарів. Їх відзначає об'ємність та розтягнутість. Втім ці мемуари надають цікавий фактологічний матеріал щодо французької історії початку XVII ст.

## Дотеп
Крім того, Бассомп'єр був відомий як дотепник. Так, він, повертаючись після виконання дипломатичного доручення у Мадриді, сказав королю Людовику XIII, що король Іспанії подарував чудового мула, на якому Бассомп'єр виїхав з Мадрида. Король сказав: «Цікаво було побачити вісля верхом на мулі!» Бассомп'єр відповів: «Саме так. Адже я тоді представляв Вашу величність».